# Kusmi Tea
Kusmi Tea ist ein traditionelles Teeunternehmen mit Hauptsitz in Paris, das 1867 in St. Petersburg, Russland, von Pawel Michailowitsch Kusmitschow (Павел Михайлович Кузьмичёв, 1840–1908) gegründet wurde. Das Unternehmen ist besonders für seine exklusiven Teemischungen und klassischen Teevariationen in den kunstvoll gestalteten Dosen bekannt.

## Geschichte
1867 gründete Pavel Michailovitch Kousmichoff, ältester Sohn einer Bauernfamilie, das Teehaus P.M. Kousmichoff in St. Petersburg, das zu einem der führenden Teehäuser Russlands und Zulieferer des Zarenhofes wurde. 1901 besaß Kousmichoff bereits elf Teegeschäfte, und sein Unternehmen zählte zu den drei größten Teehäusern Russlands. 1907 eröffnete sein Sohn Viatcheslav die englische Niederlassung P.M. Kousmichoff & Sons und übernahm 1908 nach dem Tod seines Vaters und seiner Rückkehr nach Russland die Leitung des Unternehmens. 1917 floh Kousmichoff vor der Oktoberrevolution nach Paris. Dort eröffnete Viatcheslav das Haus Kusmi-Thé.
Zwischen den beiden Weltkriegen wuchs das Unternehmen und Viatcheslav gründete zahlreiche Niederlassungen, unter anderem in Istanbul, New York und auch in Berlin. Da es zu der Zeit eine große russische Gemeinschaft in Berlin gab, errichtete er dort den Hauptsitz seines Unternehmens.
Viatcheslav starb 1946. Sein Sohn Constantin, ein Künstler und Teeliebhaber, wurde sein Nachfolger. Jedoch brachte Constantin nicht das gleiche Interesse an dem Unternehmen auf wie seine Vorgänger, so dass er das Familienunternehmen 1972 am Rande des Bankrotts günstig verkaufte. Die neuen Eigentümer hatten ebenso wie Constantin zwar einen Sinn für die Kunst und Aromen von Tee, das Geschäftliche allerdings lag auch ihnen nicht. So blieb der Erfolg von Kusmi Tea in den folgenden Jahren nur noch mäßig.
2003 wurde das traditionelle Familienunternehmen von den Orebi-Brüdern aufgekauft. Sie förderten die internationale Präsenz der Marke Kusmi Tea, die bis heute erfolgreich besteht und weltweit erhältlich ist.
2007 richtete Kusmi Tea seine neue Tee-Boutique im Viertel St. Germain des Prés in Paris ein. Entworfen von dem Architekten Guillaume Cochin wird in der modernen Boutique das gesamte Teesortiment sowie zahlreiches Zubehör in Szene gesetzt.
Im Dezember 2009 wurde eine Boutique im Herzen Paris zwischen der Place Vendôme und der Opéra in einem Art-déco-Geschäft aus dem Jahr 1920 eröffnet.
Seit 2009 existiert im Alsterhaus Hamburg ein Kusmi-Shop. Zudem richtete das Unternehmen einen deutschsprachigen Onlineshop ein.
Drei weitere Boutiquen folgten im Jahr 2015 in Bochum, Essen und Oberhausen.

## Stiftung Warentest stellt hohen Schadstoffgehalt beim Kamillentee fest
Im Januar 2017 nahm die Firma ihr Produkt Kamillentee vom Markt, nachdem die Stiftung Warentest einen hohen Gehalt an Pyrrolizidinalkaloiden festgestellt und die amtliche Lebensmittelaufsicht benachrichtigt hatte.